# Shibecha, Hokkaidō
Shibecha (標茶町 Shibecha-chō) là thị trấn thuộc huyện Kawakami, phó tỉnh Kushiro, Hokkaidō, Nhật Bản. Tính đến ngày 1 tháng 10 năm 2020, dân số ước tính thị trấn là 7.230 người và mật độ dân số là 6,6 người/km2. Tổng diện tích thị trấn là 1.099,41 km2.

## Lịch sử
- 1923: Ngôi làng Kumaushi (熊牛村 Kumaushi-mura?) thành lập.
- 1929: Ngôi làng đổi tên thành Shibecha.
- 1950: Làng Shibecha được nâng cấp hành chính lên thị trấn Shibecha.

## Địa lý

### Khí hậu
| Dữ liệu khí hậu của Shibecha, Hokkaidō   | Dữ liệu khí hậu của Shibecha, Hokkaidō | Dữ liệu khí hậu của Shibecha, Hokkaidō | Dữ liệu khí hậu của Shibecha, Hokkaidō | Dữ liệu khí hậu của Shibecha, Hokkaidō | Dữ liệu khí hậu của Shibecha, Hokkaidō | Dữ liệu khí hậu của Shibecha, Hokkaidō | Dữ liệu khí hậu của Shibecha, Hokkaidō | Dữ liệu khí hậu của Shibecha, Hokkaidō | Dữ liệu khí hậu của Shibecha, Hokkaidō | Dữ liệu khí hậu của Shibecha, Hokkaidō | Dữ liệu khí hậu của Shibecha, Hokkaidō | Dữ liệu khí hậu của Shibecha, Hokkaidō | Dữ liệu khí hậu của Shibecha, Hokkaidō |
| Tháng                                    | 1                                      | 2                                      | 3                                      | 4                                      | 5                                      | 6                                      | 7                                      | 8                                      | 9                                      | 10                                     | 11                                     | 12                                     | Năm                                    |
| ---------------------------------------- | -------------------------------------- | -------------------------------------- | -------------------------------------- | -------------------------------------- | -------------------------------------- | -------------------------------------- | -------------------------------------- | -------------------------------------- | -------------------------------------- | -------------------------------------- | -------------------------------------- | -------------------------------------- | -------------------------------------- |
| Cao kỉ lục °C (°F)                       | 7.8 (46.0)                             | 9.5 (49.1)                             | 15.1 (59.2)                            | 26.7 (80.1)                            | 32.8 (91.0)                            | 32.7 (90.9)                            | 34.4 (93.9)                            | 35.1 (95.2)                            | 31.7 (89.1)                            | 25.1 (77.2)                            | 21.0 (69.8)                            | 14.1 (57.4)                            | 35.1 (95.2)                            |
| Trung bình ngày tối đa °C (°F)           | −1.4 (29.5)                            | −0.9 (30.4)                            | 3.2 (37.8)                             | 9.8 (49.6)                             | 15.6 (60.1)                            | 18.8 (65.8)                            | 22.0 (71.6)                            | 23.5 (74.3)                            | 20.8 (69.4)                            | 15.5 (59.9)                            | 8.5 (47.3)                             | 1.3 (34.3)                             | 11.4 (52.5)                            |
| Trung bình ngày °C (°F)                  | −7.9 (17.8)                            | −7.1 (19.2)                            | −2.1 (28.2)                            | 3.6 (38.5)                             | 9.0 (48.2)                             | 13.0 (55.4)                            | 16.9 (62.4)                            | 18.4 (65.1)                            | 15.3 (59.5)                            | 8.9 (48.0)                             | 2.0 (35.6)                             | −5.2 (22.6)                            | 5.4 (41.7)                             |
| Tối thiểu trung bình ngày °C (°F)        | −15.2 (4.6)                            | −14.7 (5.5)                            | −8.1 (17.4)                            | −2.3 (27.9)                            | 3.1 (37.6)                             | 8.4 (47.1)                             | 13.0 (55.4)                            | 14.6 (58.3)                            | 10.2 (50.4)                            | 2.3 (36.1)                             | −4.4 (24.1)                            | −12.1 (10.2)                           | −0.4 (31.2)                            |
| Thấp kỉ lục °C (°F)                      | −29.5 (−21.1)                          | −29.4 (−20.9)                          | −24.3 (−11.7)                          | −14.6 (5.7)                            | −7.1 (19.2)                            | −2.8 (27.0)                            | 2.6 (36.7)                             | 3.5 (38.3)                             | −1.7 (28.9)                            | −8.3 (17.1)                            | −16.2 (2.8)                            | −26.0 (−14.8)                          | −29.5 (−21.1)                          |
| Lượng Giáng thủy trung bình mm (inches)  | 35.4 (1.39)                            | 22.8 (0.90)                            | 49.3 (1.94)                            | 76.3 (3.00)                            | 105.7 (4.16)                           | 97.2 (3.83)                            | 119.1 (4.69)                           | 158.8 (6.25)                           | 152.9 (6.02)                           | 111.0 (4.37)                           | 70.7 (2.78)                            | 56.0 (2.20)                            | 1.054,9 (41.53)                        |
| Lượng tuyết rơi trung bình cm (inches)   | 86 (34)                                | 70 (28)                                | 73 (29)                                | 31 (12)                                | trace                                  | 0 (0)                                  | 0 (0)                                  | 0 (0)                                  | 0 (0)                                  | 0 (0)                                  | 8 (3.1)                                | 69 (27)                                | 338 (133)                              |
| Số ngày giáng thủy trung bình (≥ 1.0 mm) | 5.8                                    | 5.1                                    | 7.4                                    | 9.4                                    | 10.7                                   | 9.9                                    | 11.2                                   | 11.8                                   | 11.7                                   | 9.7                                    | 8.5                                    | 7.2                                    | 108.4                                  |
| Số ngày tuyết rơi trung bình (≥ 3 cm)    | 10.8                                   | 8.5                                    | 9.2                                    | 4.5                                    | 0.1                                    | 0                                      | 0                                      | 0                                      | 0                                      | 0                                      | 1.0                                    | 9.0                                    | 43.1                                   |
| Số giờ nắng trung bình tháng             | 149.8                                  | 152.3                                  | 171.6                                  | 160.2                                  | 161.4                                  | 131.4                                  | 108.4                                  | 112.3                                  | 128.7                                  | 152.4                                  | 145.5                                  | 145.1                                  | 1.719                                  |
| Nguồn: Cục Khí tượng Nhật Bản            |                                        |                                        |                                        |                                        |                                        |                                        |                                        |                                        |                                        |                                        |                                        |                                        |                                        |

## Văn hoá

### Linh vật
- Milkcook (ミルクック Mirukukku?)[4]
- Kurobe Happy (ハッピーくろべえ Happī Kurobe?)[4]

## Nhân vật đến từ Shibecha
- Fujioka Nobukatsu: Nhà giáo người Nhật Bản.
- Takahashi Keiko: Diễn viên.